# Преров на Лаби
Преров на Лаби (чеш. Přerov nad Labem) је насељено мјесто са административним статусом сеоске општине (чеш. obec) у округу Нимбурк, у Средњочешком крају, Чешка Република.

## Становништво
Према подацима о броју становника из 2014. године насеље је имало 1.197 становника.